# Gjøvik Station
Gjøvik Station (Gjøvik stasjon) i Oppland fylke i Norge er endestation for Gjøvikbanen og er beliggende i centrum af Gjøvik, på den vestlige side af søen Mjøsa. Stationen blev åbnet den 28. november 1902, da jernbanen blev forlænget fra Jaren. Stationen betjenes af persontog til Oslo S (123 kilometer) og drives af NSB Gjøvikbanen.
Stationsbygningen er bygget af mursten og er designet af arkitekten Paul Armin Due med efterfølgende udvidelser i 1937 og 1952. Stationen viser variationerne indenfor historicismen med nyromanske rundbuevinduer og tysk renæssance med dekorationer i bindingsværk. Bygningen er fredet både udvendigt og indvendigt efter beslutning fra Riksantikvaren i 2002. Stationen rummer billetkontor, venterum, opbevaringsbokse, kiosk og turistinformation for Gjøvik, Land og Toten (GLT-regionen).
På stationsområdet er der das, udhus og remise fra 1902, der ikke er fredede. Til sammen udgør bygningerne et godt bevaret og sammenhængende anlæg, der viser trafikhistorien.